# Vriesea zonata
Vriesea zonata là một loài thuộc chi Vriesea. Đây là loài đặc hữu của Brasil.